# Municipio de Tahdziú
El municipio de Tahdziú es uno de los 106 municipios del estado mexicano de Yucatán. Su cabecera municipal es la localidad homónima de Tahdziú.

## Toponimia
El nombre del municipio, Tahdziú, significa en lengua maya (lugar del) pájaro fuerte. Proviene de las voces T'a'aj, que significa fuerte y ts'iiw, que es el nombre de un ave negra propia de Yucatán, muy parecida al tordo.

## Ubicación geográfica
El municipio de Tahdziú se ubica en la región sur del estado de Yucatán. Colinda al norte con Yaxcabá, al sur con Peto, al oriente también con el municipio de Peto y al poniente con Chacsinkin.

## Datos históricos
El municipio de Tahdziu «Lugar del pájaro Tziu», quedó, después de la conquista bajo el régimen de las encomiendas, entre las que se registran en 1643 la de Don Juan Magaña Arroyo y la de Don Juan de Argaez y Cienfuegos, con 360 indios bajo su custodia.
La evolución propiamente dicha del municipio empieza en 1821, cuando Yucatán alcanza su independencia de España.
- 1918: Sobre la base de la Ley Orgánica de los Municipios promulgada durante el gobierno del general Salvador Alvarado, en este año Tahdziú se constituyó en municipio libre.
- 1920: El 1 de enero el pueblo de Tixhualatún dejó de pertenecer a este municipio, y en el mismo año el pueblo de Nenelá se separó de Sotuta y pasó a formar parte de su jurisdicción.

## Economía
Las principales actividades económicas de Tahdziú están vinculadas con el sector primario. Se cultiva el maíz, el frijol, la sandía, el chile. Se cría el ganado bovino y el porcino, así como aves de corral.

## Atractivos turísticos
- Arquitectónicos:
  - En el municipio existe un templo en que se venera a San Bernardino, construido probablemente en el siglo XVII
  - La antigua hacienda llamada «Xtabay» construida en el siglo XIX.

- Arqueológicos:
  - Existen yacimientos arqueológicos en las zonas llamadas Xemas y Sitpach.

- Fiestas populares:
  - El 18 de abril se celebra la fiesta en honor de san Pedro Apóstol.
  - Del 15 al 20 de mayo se verifican las festividades en honor de san Bernardino, patrono del municipio, durante las cuales se desarrollan actos de veneración, procesiones y las tradicionales vaquerías.